# Korea National Opera
Die Korea National Opera (KNO) in Seoul wurde 1962 bzw. 2000 gegründet.
Es handelt sich um eine unabhängige Opernkompagnie, die überwiegend Werke des klassischen Repertoires des Westens, aber auch Werke koreanischer Komponisten vorstellt.
Die Aufführungen finden gegenwärtig überwiegend im Seoul Arts Center in Seocho-gu, einem Stadtbezirk im Süden von Seoul, statt. In einer Spielzeit werden durchschnittlich sechs Werke vorgestellt. Zusätzlich gibt es eine Gala und eine Best-of-Produktion.

## Oper in Korea
Die Faszination der Koreaner an westlicher Musik hat ihren Ursprung im 18. Jahrhundert, als der koreanische Philosoph Bak Ji-won in seinem Tagebuch aus Jehol, der Sommerresidenz der Mandschukaiser, die westliche Musiklehre und das Orgelinstrument beschrieb. Anders als in China und Japan wurde in Korea westliche Musik, insbesondere Vokalmusik, vorrangig durch christliche Missionarstätigkeit eingeführt. Nach der Öffnung des Landes wurden zahlreiche Missionsschulen errichtet, an welchen Musikunterricht erteilt wurde. 1919 gab es bereits 1.195 dieser Schulen.
Die erste Opernaufführung in Korea fand im Januar 1948 in Seoul statt, Chun Hee [La traviata] von Giuseppe Verdi, gesungen auf Koreanisch, aufgeführt ausschließlich mit einheimischen Künstlern von der Kukje-Opernkompanie im Sigongkwan Theater, dem heutigen Myeongdong Theater im Zentrum von Seoul. Produzent der Aufführungsserie, deren fünf Vorstellungen übrigens ausverkauft waren, war der Tenor Lee In-seon, der sich in Italien ausbilden hatte lassen und nunmehr den Alfredo sang. Als Violetta alternierten Kim Ja-kyung und Ma Geum-hee. Der Produzent verkalkulierte sich allerdings und bot die Tickets zu einem zu niedrigen Preis an. Er musste in der Folge sein Haus und sein Klavier verkaufen.
Ab 1962 veranstaltete eine Abteilung des Koreanischen Nationaltheaters in Seoul regelmäßig Opernaufführungen. Im Jahr 2000 wurde diese Abteilung zu einer eigenständigen Institution, der KNO. Im Jahr 2009 verursachte die konservative Regierung unter Premierminister Lee Myung-bak einen Skandal, indem sie dem Chor der KNO unter Hinweis auf die Kosten die Förderungen strich. Noch zehn Jahre später wurde diese Entscheidung seitens der Betroffenen und der Presse heftig kritisiert.
Koreanische Künstler gastieren seit den 1980er Jahren an den großen Opernhäusern der Welt oder gehören zu deren Ensembles. Zu ihnen zählen der Pianist und Dirigent Chung Myung-whun, die Koloratursoprani Ha Young Lee (Hamburg) und Eun Yee You (Leipzig) oder der Bassbariton Kwangchul Youn und der Tenor Yonghoon Lee, die in der französischen Fassung des Don Carlos an der Wiener Staatsoper Vater und Sohn darstellten.

## Seoul Arts Center
Das Seoul Arts Center (예술의전당, SAC) befindet sich in Seocho-gu, einem südlichen Stadtbezirk von Seoul. Es wurde 1988 errichtet und besteht aus fünf Hauptgebäuden – der Oper (mit drei Sälen), dem Konzerthaus (mit zwei Sälen) und drei Museen (für Bildende Kunst, Design und Kalligraphie). Das Opernhaus reflektiert architektonisch den Umriss eines traditionellen koreanischen Bambus-Hutes. Das SAC beherbergt neben der Oper auch das Koreanische Symphonieorchester, das Koreanische Nationalballett und die Korea National Contemporary Dance Company sowie den Koreanischen Nationalchor.

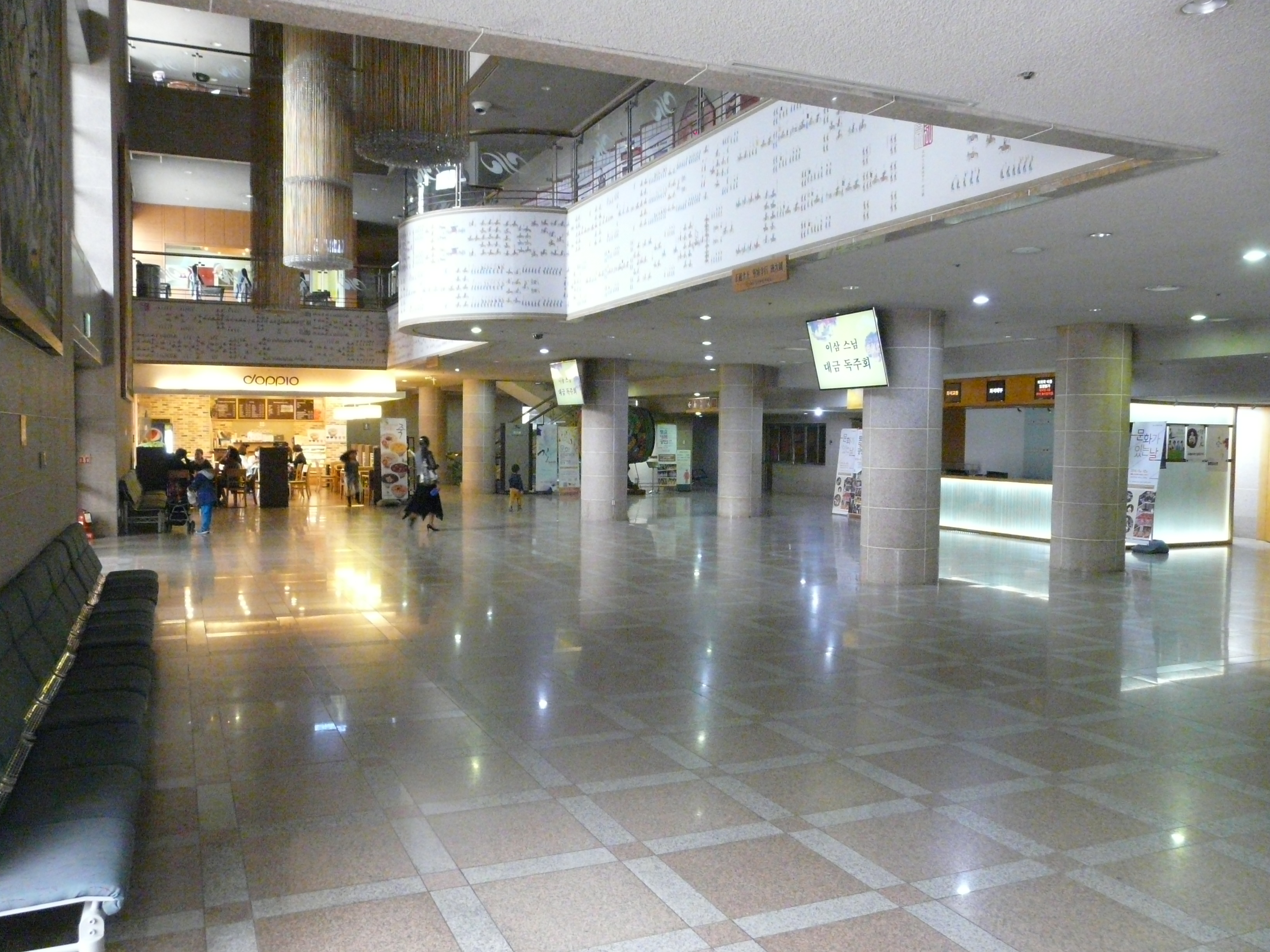
Foyer
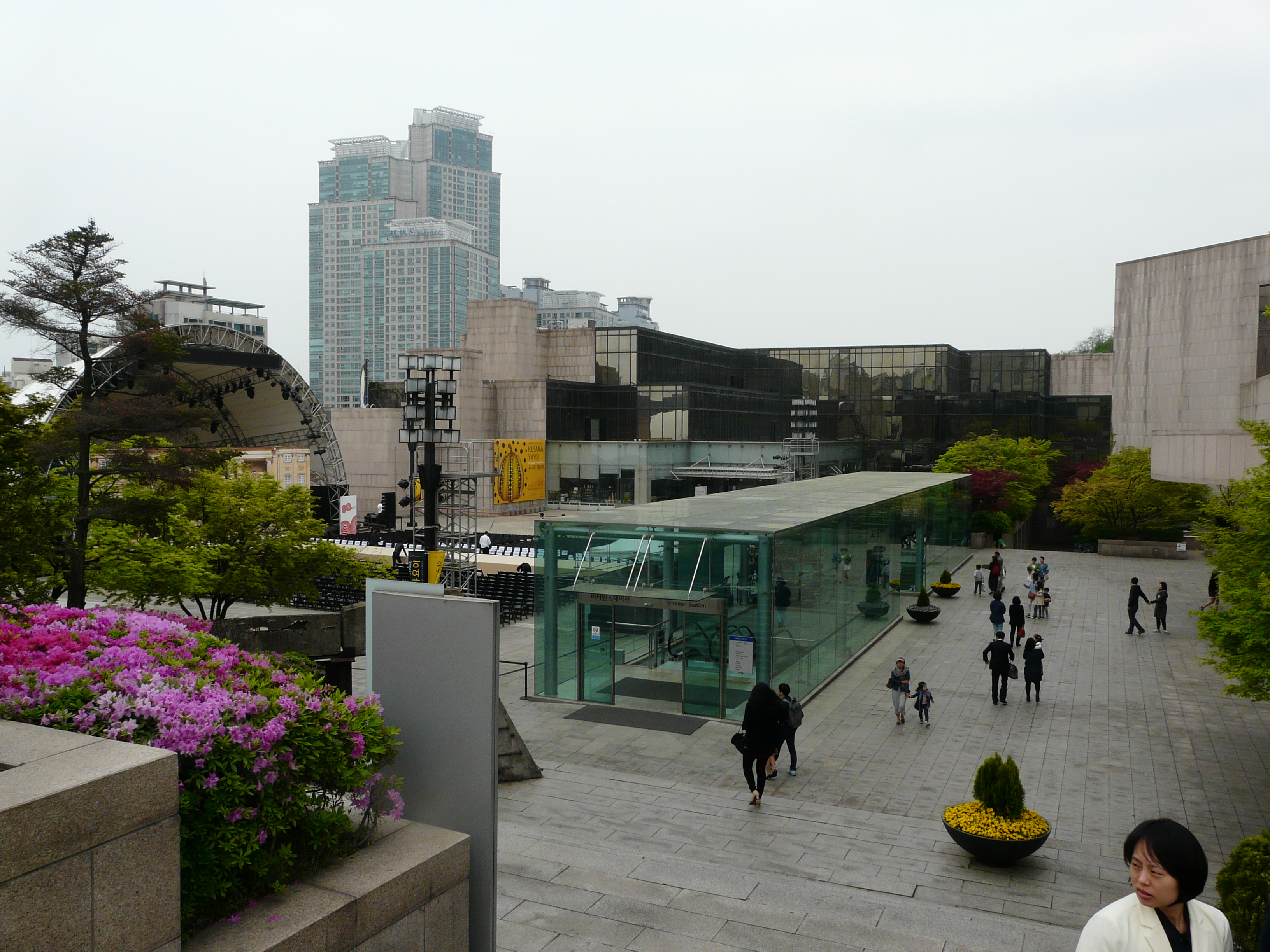
Freiflächen
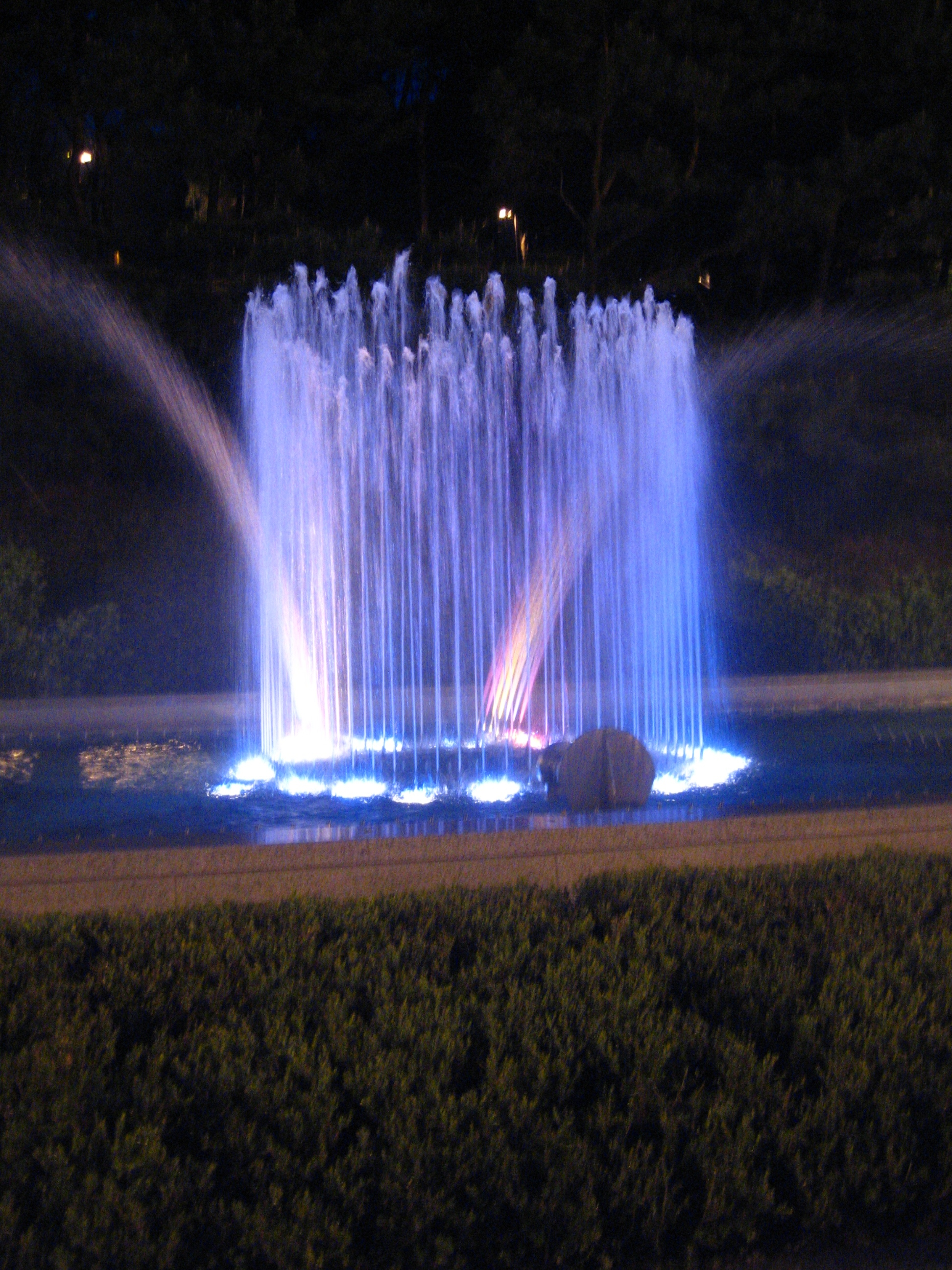
Brunnen

## Spielplan
Der Spielplan der Korea National Opera ähnelt dem eines mittleren deutschen Stadttheaters. Angesetzt sind vor allem die populären Werke von Mozart, Wagner, Verdi, Puccini und Tschaikowski, Beethovens Fidelio sowie die Frontrunner der französischen Oper, Carmen, Hoffmanns Erzählungen und die Massenet’sche Manon. Daneben bemüht sich die Direktion um Erst- und Uraufführungen von Werken koreanischer Komponisten. Beispielsweise stand das Werk Soul Mate von Lim Jun-hee (Uraufführung 2006 unter dem Titel Hochzeitstag an der Oper Frankfurt) jahrelang auf dem Spielplan der KNO. Es beruht auf einem Theaterstück des Dichters Oh Young-jin (1916–1974) und erzählt komödiantisch von einer traditionell-koreanischen Hochzeit. Mit dieser Produktion gastierte die KNO auch in Singapur. 2020 war die Uraufführung Die roten Schuhe des Komponisten Yie Eun Chun angesetzt, beruhend auf Hans Christian Andersens gleichnamigem Märchen.